# (464601) 2016 CN123
(464601) CN123 es un asteroide perteneciente al cinturón de asteroides, descubierto el 26 de abril de 2006 por el equipo Spacewatch desde el Observatorio Nacional de Kitt Peak (Arizona, Estados Unidos).